# جرقيشلوق
جرقيشلوق هي بلدة في مقاطعة شورتشي في ولاية صرخنداريا في أوزبكستان.